# Marc Desaché
Marc Desaché (15 octobre 1892, Joué-lès-Tours - 15 janvier 1982, Paris) est un agent de change et homme politique français.

## Biographie
Né dans la bourgeoise tourangelle, Marc Desaché est le fils de Gaëtan Desaché, propriétaire du château de l'Épan, et de Marie-Céline Flandin, et le petit-fils du président du conseil des directeurs de la Caisse d'épargne. Sa sœur sera mariée au général Maurice Magdelain. 
Diplômé de l'École libre des sciences politiques, il est agent de change à partir de  1923 et devient syndic de la compagnie des agents de change à Paris de 1941 à 1950
En 1945, il devient conseiller général du canton de Sainte-Maure-de-Touraine, en préside la commission des finances de 1945 à 1958, puis maire de Sainte-Maure-de-Touraine en 1953. Il est président du Conseil général d'Indre-et-Loire de 1958 à 1970.
Membre de l'UNR à sa création, il est élu sénateur d'Indre-et-Loire aux élections de 1959. Il devient membre de la commission des finances, du contrôle budgétaire et des comptes économiques de la Nation, ainsi que du Comité d'enquête sur le coût et le rendement des services publics.
Marc Desaché donnera son nom au stade de football de Sainte-Maure-de-Touraine.